# The Fordington Twins
The Fordington Twins é um filme mudo britânico de 1920, do gênero drama, dirigido por W. P. Kellino e estrelado por Dallas Anderson, Mary Brough e Nita Russell. É baseado em um romance de Edgar Newton Bungay. Dois jovens irmãos que vivem ao longo de uma peixaria em Bethnal Green, herdam uma grande quantia em dinheiro e uma propriedade rural, mas são quase enganados fora disso por um trapaceiro.

## Elenco

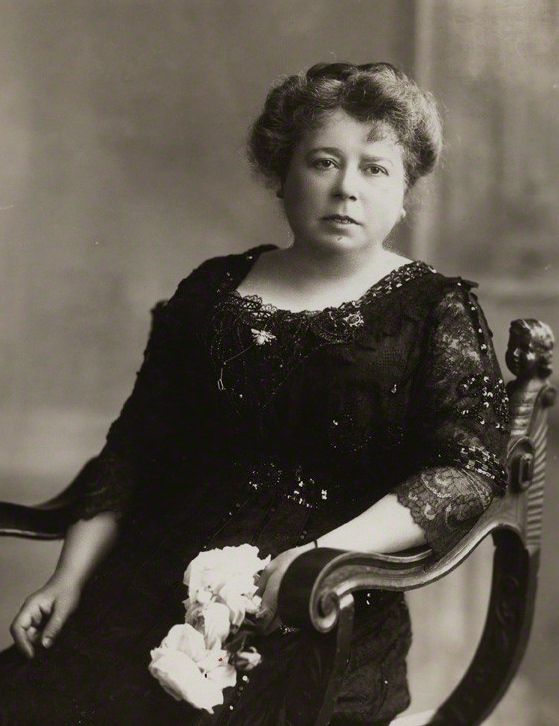
Mary Brough

- Dallas Anderson como Basil Markham
- Mary Brough como Sra. Margaretson
- Nita Russell como Pat Wentworth
- Cyril Smith como Cyril Raleigh
- Whimsical Walker como Snagsby
- Cecil del Gue como Sr. Wentworth